# Ferrovia Zagabria-Dugo Selo
La ferrovia Zagabria-Dugo Selo (Željeznička pruga Zagreb Glavni kolodvor – Dugo Selo in croato), ufficialmente denominata ferrovia M102, è una linea ferroviaria croata che unisce la capitale Zagabria con la località di Dugo Selo. Oltre quest'ultima località la ferrovia si biforca. Il primo segmento, denominato M201, raggiunge la cittadina di Koprivnica e la frontiera ungherese, il secondo, denominato M103, raggiunge Novska e prosegue verso Vinkovci ed il confine serbo. 
La ferrovia forma parte del corridoio paneuropeo X che unisce Salisburgo a Salonicco e del corridoio paneuropeo V, ramo B, che unisce Budapest a Fiume.

## Percorso
| Continuation backward |

| Unknown route-map component "CONTgq" | Junction both to and from right |  |

| Station on track |

| Unknown route-map component "hSTRa" |

| Unknown route-map component "hSKRZ-G4" |

| Unknown route-map component "exKDSTa" | Unknown route-map component "hSTRe@f" |  |

| Unknown route-map component "exSTR" | Stop on track |  |

| Unknown route-map component "exKRWl" | Unknown route-map component "eKRWg+r" |  |

| Non-passenger station/depot on track |

| Stop on track |

| Stop on track |

| Unknown route-map component "CONTgq" | Junction both to and from right |  |

| Station on track |

| Unknown route-map component "SKRZ-Au" |

| Stop on track |

| Station on track |

|  | Unknown route-map component "ABZgl" | Unknown route-map component "CONTfq" |

| Continuation forward |